# John William Mellor
John William Mellor (26 juillet 1835-13 octobre 1911) est un avocat anglais et homme politique du Parti libéral.

## Biographie
Né à Londres, l'aîné des huit fils de John Mellor, d'Otterhead, Devonshire, juge de la Cour du banc du Roi de la Haute Cour, Mellor fait ses études à Trinity Hall, Cambridge.
En 1860, il épouse Caroline Paget, fille de Charles Paget, député.
Il devient avocat du Inner Temple en 1860, Conseiller de la reine en 1875 et Bencher en 1877. Il est registraire de Grantham de 1871 à 1874 et juge-avocat général de février à août 1886. En 1878, Mellor participe au procès en diffamation Whistler v Ruskin.
Il est député libéral de Grantham de 1880 à 1886 et de Sowerby, Yorkshire de 1892 à 1904, date à laquelle il prend sa retraite du Parlement. Au Parlement, il est président de Ways and Means et vice-président d'Arthur Wellesley Peel de 1893 à 1895, et est membre des commissions royales sur Tweed et Solway Fisheries en 1896, sur l'approvisionnement en eau de Londres en 1897, et des Comités du Fonds patriotique de la Commission royale en 1898.
Il est nommé conseiller privé en 1886.